# Helsingin Pallo-Pojat
Helsingin Pallo-Pojat („Ball-Jungs Helsinki“), abgekürzt PPojat, ist der Name eines 1935 gegründeten Fußballvereins aus der finnischen Hauptstadt Helsinki.
Den größten Erfolg erreichte der Klub 1956 noch als Zweitligist. Im Finale des finnischen Fußballpokals trafen die Pallo-Pojat auf Tampereen Kisatoverit, der zu dieser Zeit ebenfalls zweitklassig spielte. Die Helsinkier gewannen das Spiel mit 2:1. Von 1959 bis 1961 spielte der Klub drei Spielzeiten lang in der höchsten Liga Finnlands, der damaligen Mestaruussarja. 1961 erreichte der Verein noch einmal das Pokalfinale, unterlag aber KTP Kotka mit 2:5. Danach spielte der Verein von 1962 bis 1965 zweitklassig ehe auch hier der Abstieg folgte. Danach folgte ein weiterer Absprung in die Niederungen des finnischen Ligensystems. 1988 gelang dann nochmal der Aufstieg in die dritte Liga, aus der die Pallo-Pojat jedoch nach einer Saison 1989 wieder abstiegen. Nach der Jahrtausendwende führten finanzielle Probleme zu einer Abmeldung der Herrenmannschaft vom Spielbetrieb. Seitdem sind lediglich Juniorenmannschaften aktiv.

## Erfolge
- Finnischer Fußballpokal
  - Sieger 1956
  - Finalist 1961

## Saisonübersicht
| Saison | Liga | Liganame               | Platz  | Bemerkung                      | Pokal           |
| ------ | ---- | ---------------------- | ------ | ------------------------------ | --------------- |
| 1939   | 2.   | Staffel West, Gruppe 1 | 03./07 |                                |                 |
|        |      |                        |        |                                |                 |
| 1945   | 2.   | Gruppe A               | 05./08 |                                |                 |
|        |      |                        |        |                                |                 |
| 1954   | 2.   | Staffel Ost            | 04./10 |                                |                 |
| 1955   | 2.   | Staffel Ost            | 02./10 |                                |                 |
| 1956   | 2.   | Staffel Ost            | 06./10 |                                | Pokalsieger     |
| 1957   | 2.   | Staffel Ost            | 04./10 |                                |                 |
| 1958   | 2.   | Staffel Süd            | 01./08 | Aufstieg                       |                 |
| 1959   | 1.   | Mestaruussarja         | 09./10 |                                |                 |
| 1960   | 1.   | Mestaruussarja         | 07./12 |                                |                 |
| 1961   | 1.   | Mestaruussarja         | 11./12 | Abstieg                        | Finalniederlage |
| 1962   | 2.   | Staffel Ost            | 08./12 |                                |                 |
| 1963   | 2.   | Staffel Ost            | 06./12 |                                |                 |
| 1964   | 2.   | Staffel Ost            | 07./12 |                                |                 |
| 1965   | 2.   | Staffel Ost            | 10./12 | Relegationsniederlage, Abstieg |                 |
|        |      |                        |        |                                |                 |
| 1989   | 3.   |                        |        | Abstieg                        |                 |